# Лоня (Угорщина)
Лоня (угор. Lónya) — крихітне давнє село в Угорщині, у медьє Саболч-Сатмар-Берег, неподалік від села Батьово в сусідній Україні. 
На основі історичних досліджень засвідчено існування села вже тоді, коли угри оселилися на території сучасної Угорщини в Х столітті. Вперше згадується в 1270 році під назвою «Луна» (Luna) у грамоті якогось знатного благодійника.
Попри те, що село маленьке, воно відігравало історичну роль як помістя шанованого в краї знатного роду Лоньяї, прізвище якого походило від назви села. Наприкінці XIV ст. село розпалося на два населені пункти: Кішлоня та Надьлоня. Родина Лоньяї жила в Надьлоні. 1934 року Кішлоня і Надьлоня знову об'єдналися в єдину Лоню.
Раніше село лежало ближче до річки, але мешканцям через часті повені довелося відселитися далі від водойми туди, де теперішнє його положення. Нині більшість із 900 жителів мешкають на головній вулиці та вирощують переважно пшеницю, кукурудзу, соняшник на насіння, яблука та сливи.

## Відомі уродженці
У селі народився прем'єр-міністр Королівства Угорщина Меньгерт Лоньяї.